# Attentat d'Istanbul de 2022
Pour les articles homonymes, voir Attentat d'Istanbul.
L'attentat d'Istanbul de 2022 est un attentat à la bombe commis le 13 novembre 2022 à Istanbul,,,, à côté de la place Taksim, dans l'avenue Istiklal, l'un des centres touristiques de la ville. L'avenue avait déjà été visée par des attentats avec le même mode opératoire en 2015 et 2016 par l'organisation État islamique. Cependant, aucun groupe n'a revendiqué l'attentat.
Selon les premiers bilans, six personnes sont décédées et 81 autres sont blessées.

## Réaction gouvernementale et enquête
Le jour suivant, le ministre de l’intérieur Süleyman Soylu accuse le Parti des travailleurs du Kurdistan (PKK) d'être à l'origine de l'attentat et annonce l'arrestation de la poseuse de bombe présumée et de 50 autres personnes. Il soutient que l'attaque a été ordonnée depuis la ville syrienne kurde de Kobané. Selon les autorités turques, la suspecte aurait admis avoir reçu l’« ordre » du « PKK-YPG-PYD ». Le gouvernement turc considère officiellement la milice kurde syrienne YPG (Unités de protection du peuple) et son bras politique PYD (Parti de l’union démocratique), comme des ramifications du PKK, ce qui a justifié plusieurs offensives militaires turques en Syrie en 2016, 2018 et 2019.
Le PKK transmet ses condoléances aux victimes et affirme qu'il n'a pas commis l'attentat et qu'il s'agit d'une mise en scène turque pour justifier une attaque sur Kobané. Les enquêteurs n'excluent pas la responsabilité de l'État islamique (ISIS),. Les doutes s’épaississent alors que la presse turque révèle que le frère de la principale suspecte arrêtée, Ahlam Al-Bashir, est un haut gradé de l’Armée nationale syrienne, une coalition de groupes rebelles soutenue par Ankara, et que la terroriste présumée serait elle-même liée à la brigade Sultan Mourad, un groupe rebelle pro-turc qui combat les milices kurdes en Syrie.
Affirmant agir en représailles à cet attentat, la Turquie bombarde à partir du 20 novembre les régions kurdes de Syrie et d'Irak, tuant des dizaines de personnes.

## Réactions dans la société turque
Le dirigeant du Parti républicain du peuple (CHP), Kemal Kılıçdaroğlu, déclare aussitôt après l'attentat : 

« Nous devons nous unir contre toutes les formes de terrorisme. Nous devons élever une voix commune contre toutes les formes de terrorisme et nous devons condamner le terrorisme. Peu importe d'où vient la terreur, quelle que soit sa source, 85 millions les gens vivant dans ce pays doivent exprimer la même chose. Ils doivent maudire le terrorisme, ceux qui le commettent et ceux qui les soutiennent. Lorsque nous ferons cela, nous aurons une unité de cœur, il sera préférable pour nous de nous embrasser. »

Le Comité dirigeant du Parti démocratique des peuples (HDP) a exprimé sa profonde tristesse ainsi que sa douleur face à l'attentat et a déclaré prier pour les victimes décédées et blessées.
Le président de la Turquie, Recep Tayyip Erdoğan condamne à son tour l'attentat dans les heures qui suivent.
Dans les jours qui suivent, des responsables turcs plaident publiquement en faveur d’une nouvelle offensive militaire en Syrie contre les Kurdes syriens. Le président Erdogan annonce depuis le printemps 2022 une possible invasion à venir mais a jusqu'ici rencontré l'opposition des États-Unis et de la Russie. Selon Le Monde, « de nouvelles pressions en haut lieu, à Ankara, auraient été exercées et de manière encore plus explicite, mardi, dans le but d’accélérer une vaste intervention au sol. »

## Réactions internationales
- Emmanuel Macron, le président de la République Française, condamne l'attentat et déclare[22] : « Nous partageons votre peine, nous nous tenons à vos côtés dans la lutte contre le terrorisme. »
- Le ministère des affaires étrangères de Grèce condamne l'attentat et déclare[23] : « Concernant l'explosion qui s'est produite à Constantinople plus tôt dans la journée, la Grèce condamne sans équivoque le terrorisme et exprime ses sincères condoléances au gouvernement turc et au peuple turc. »
- Volodymyr Zelensky, le président de l'Ukraine, comdamne l'attentat et déclare[24] : « La peine du peuple turc est la peine de notre peuple. »
- Arif Alvi, le Président de la république islamique du Pakistan et Shehbaz Sharif, premier ministre condamnent l'attentat et déclarent[25] : « Le Pakistan exprime ses condoléances au peuple turc par rapport à la perte de vies précieuses et prie pour le prompt rétablissement des blessés. »
- Giorgia Meloni, la présidente du Conseil des ministres d'Italie, condamne l'attentat et déclare[26] : « Nous exprimons nos plus profondes condoléances à la Turquie pour l'attaque et la mort de citoyens innocents. »
- James Cleverly, le secrétaire d'État britannique aux Affaires étrangères, du Commonwealth et du Développement condamne l'attentat et déclare[27] : « Le terrorisme sous toutes ses formes est odieux. »

## Censure
Dans les minutes qui suivent l'attentat, une interdiction de diffusion est émise par le tribunal pénal d'Istanbul à l'encontre de tous les sites d'information et réseaux sociaux relayant l'incident. Il en résulte que la connexion Internet en Turquie est fortement ralentie, voire bloquée, particulièrement pour accéder aux réseaux sociaux,. Les autorités turcs affirment que la suspecte est syrienne, d'autres sources disent que cette dernière est une Palestinienne native de la ville de Rafah.

## Soupçons d'exploitation politique
Le bureau anti-terroriste d'Istanbul décide de suspendre les droits de la défense des suspects mais aussi des internautes qui auraient partagé des « informations négatives » au sujet de l'attentat sur les réseaux sociaux.
Une partie de l'opinion publique turque soupçonne un complot de l'État profond, connu pour son hostilité au mouvement kurde, visant à justifier une nouvelle offensive en Syrie. « Il y a des luttes au sein du pouvoir. Un camp souhaite adoucir la politique envers les Kurdes, l’autre s’inscrit dans une politique de refus et de négation de la question kurde qui dure depuis un siècle et favorise l’approche militaire. Ce sont des cercles extrêmement puissants », explique notamment Mahmut Alinak, avocat et ancien député kurde.